# Machaerium eriostemon
Machaerium eriostemon är en ärtväxtart som beskrevs av George Bentham. Machaerium eriostemon ingår i släktet Machaerium och familjen ärtväxter. Inga underarter finns listade i Catalogue of Life.